# Ciudad Bolivia
Ciudad Bolivia – miasto w Wenezueli, w stanie Barinas.